# Эббот, Маргарет
Маргарет Айвз Эббот (англ. Margaret Ives Abbott; 15 июня 1876, Калькутта — 10 июня 1955, Гринуич) — американская гольфистка, чемпион летних Олимпийских игр 1900 в Париже.
На Играх участвовала в одиночных соревнованиях по гольфу среди женщин, в котором, с результатом 47 очков, заняла первое место. Она стала второй чемпионкой Игр и единственной чемпионкой по гольфу.
Вместе с матерью она приехала в Париж на всемирную выставку — по стечению обстоятельств это мероприятие проходило одновременно с Играми. Маргарет приняла участие в турнире по гольфу и одержала победу, искренне считая, что состязание проводилось в рамках выставки. Она отбыла в США, так и не осознав, что стала первой в истории американской золотой медалисткой.
В 1902 году вышла замуж за писателя Финли Питера Данна.